# عملية منيو
عملية "منيو" هي حملة قصف تكتيكي سرية نفذتها القيادة الجوية الاستراتيجية الأمريكية [الإنجليزية]
 في شرق كمبوديا من 18 مارس 1969 إلى 26 مايو 1970، كجزء من كل من حرب فيتنام والحرب الأهلية الكمبودية. كانت أهداف هذه الهجمات هي الملاذات والمناطق الأساسية لجيش فيتنام الشعبي ( الذي يُشار إليه عادة خلال حرب فيتنام باسم الجيش الفيتنامي الشمالي) وقوات الفيت كونغ والتي كانت تستخدم هذه المناطق لإعادة الإمداد، والتدريب، والراحة بين الحملات عبر الحدود في جمهورية فيتنام (فيتنام الجنوبية). يختلف المؤرخون حول تأثير حملة القصف على مقاتلي الخمير الحمر، والجيش الفيتنامي الشمالي، والمدنيين الكمبوديين في المناطق التي تعرضت للقصف.
في عام 2000، كشف الرئيس الأمريكي بيل كلينتون عن سجل رسمي للقوات الجوية الأمريكية بشأن نشاط القصف الأمريكي فوق الهند الصينية من عام 1964 إلى 1973. يوفر التقرير تفاصيل حول مدى قصف كمبوديا، بالإضافة إلى لاوس وفيتنام. وفقًا للبيانات، بدأت القوات الجوية في قصف المناطق الريفية في كمبوديا على طول حدودها مع فيتنام الجنوبية في عام 1965 تحت إدارة الرئيس ليندون جونسون، وكان هذا قبل ثلاث سنوات ونصف مما كان يعتقد سابقًا. خلال الفترة من 1965 إلى 1968، تم إسقاط 214 طنًا من القنابل فوق كمبوديا. وكانت تفجيرات "منيو" بمثابة تصعيد للهجمات الجوية التكتيكية السابقة. وفي ظل الإدارة الجديدة، أذن الرئيس ريتشارد نيكسون لأول مرة باستخدام قاذفات بي-52 ستراتوفورتريس الثقيلة بعيدة المدى لقصف كمبوديا.

تلت عملية "منيو" مباشرة عملية "فريدوم ديل" (صفقة الحرية)، والتي تم فيها توسيع نطاق قصف طائرات بي-52 ليشمل منطقة أكبر بكثير من كمبوديا، واستمر حتى أغسطس 1973.